# آندریا نیل
آندریا نیل (انگلیسی: Andrea Neil؛ زادهٔ ۲۶ اکتبر ۱۹۷۱) بازیکن فوتبال اهل کانادا است.

وی همچنین در تیم ملی فوتبال زنان کانادا بازی کرده‌است.
وی در مسابقات کشوری و بین‌المللی در مجموع برندهٔ ۱ مدال برنز شده‌است.